# Daihatsu
Daihatsu Kōgyō K.K. (japanisch ダイハツ工業株式会社 Daihatsu Kōgyō Kabushiki-gaisha, englisch Daihatsu Motor Co., Ltd.) ist ein japanischer Automobilhersteller. Gegründet wurde das Unternehmen 1907 als Hatsudōki Seizō K.K. und 1951 in Daihatsu umbenannt. 1967 begann eine Geschäftspartnerschaft mit Toyota. Seit 1998 besaß Toyota die Aktienmehrheit (51,2 Prozent) und übernahm dann 2016 noch die restlichen Aktien, wodurch Daihatsu zu einem hundertprozentigen Tochterunternehmen Toyotas wurde.
Daihatsu baut vor allem kleine Fahrzeuge und will sich auch in Zukunft ausschließlich auf dieses Marktsegment konzentrieren. Viele Daihatsu-Fahrzeuge zählen zur japanischen Kei-Car-Fahrzeugklasse.
Zum 31. Januar 2013 wurde der Neuwagenvertrieb in Europa eingestellt. 2010 waren in Europa noch 19.300 (2008: 57.700; 2009: 36.300) und in Deutschland nur noch 5317 Fahrzeuge der Marke erstmals zugelassen worden. Im Jahr 2011 sanken die Neuzulassungen in Deutschland um 26 % auf 3932 Fahrzeuge.

## Firma und Logo
Der Unternehmensname (Firma) Daihatsu leitet sich vom Ortsnamen Osaka (大阪), dem Unternehmensstandort, und der ursprünglichen Firma Hatsudōki Seizō K.K. (発動機製造株式会社, „Motorproduktion-AG“) ab. Die ersten Kanji des Ortsnamens Osaka und der Firma haben zusammengesetzt die Aussprache „Daihatsu“. Die japanische Schreibweise der Firma (ダイハツ) benutzt nicht die Kanji, sondern gibt die Firma phonetisch durch Katakana wieder.
Das Daihatsu-Logo zeigt ein stilisiertes D in einer Ellipse.

## Geschichte

### Hatsudōki Seizō
Die Gründung der Hatsudōki Seizō, aus welcher später Daihatsu wurde, geht auf das Jahr 1907 zurück. Die Unternehmensgründer waren Professoren an der Universität Osaka, der erste Präsident des Unternehmens war Kurokawa Iyokuma. Ursprünglich befasste sich die Hatsudōki Seizō mit der Entwicklung und dem Verkauf von Gasmotoren. Das erste Produkt des Unternehmens war ein 6-PS-Gasmotor, der im Dezember 1907 fertiggestellt wurde. 1914 entwickelte das Unternehmen einen 20-PS-Gasmotor.
1919 entstand als Prototyp ein Lastkraftwagen für das Militär mit Frontmotor und Hinterradantrieb, der mit zwei Tonnen angegeben war.
Später stellte Hatsudōki Seizō die Produktion von Gasmotoren zugunsten des Dieselmotors ein. 1930 baute das Unternehmen sein erstes Fahrzeug, ein Dreirad-Nutzfahrzeug mit Ottomotor, unter der Bezeichnung Typ HA. Im April 1937 baute die Hatsudoki Seizo Company schließlich das erste Fahrzeug mit vier Rädern, einen kleinen Lieferwagen mit der Typenbezeichnung FA. Ebenfalls 1937 entstanden mit dem FRA einige Personenkraftwagen mit vier Rädern, V2-Motor als Frontmotor, 1200 cm³ Hubraum, Allradantrieb und einem Aufbau als Roadster.
1939 eröffnete Hatsudōki Seizō ein Werk in Ikeda, in dem nach wie vor Fahrzeuge hergestellt werden. Im Zweiten Weltkrieg kam es zu schweren Beschädigungen des Werkes.
Im Mai 1949 begann der Verkauf eines Dreirad-Nutzfahrzeugs mit 1000-cm³-Zweitaktmotor. Seit dem 14. Mai 1949 wird das Unternehmen an der Börse von Osaka gehandelt, seit dem 16. Mai 1949 an der Tokioter Börse. Die Produktion belief sich 1949 auf 7000 Fahrzeuge.
Der erste Personenwagen, den Hatsudōki Seizō nach dem Krieg produzierte, wurde ab 1951 angeboten. Hierbei handelte es sich wiederum um einen Dreirad-Wagen, das Modell Bee mit zwei Zylindern und 1000 cm³. Im Dezember 1951 benannte sich Hatsudōki Seizō in Daihatsu Kōgyō um. Die Produktion lag 1951 bei 12.000 Fahrzeugen.

### Daihatsu Kōgyō

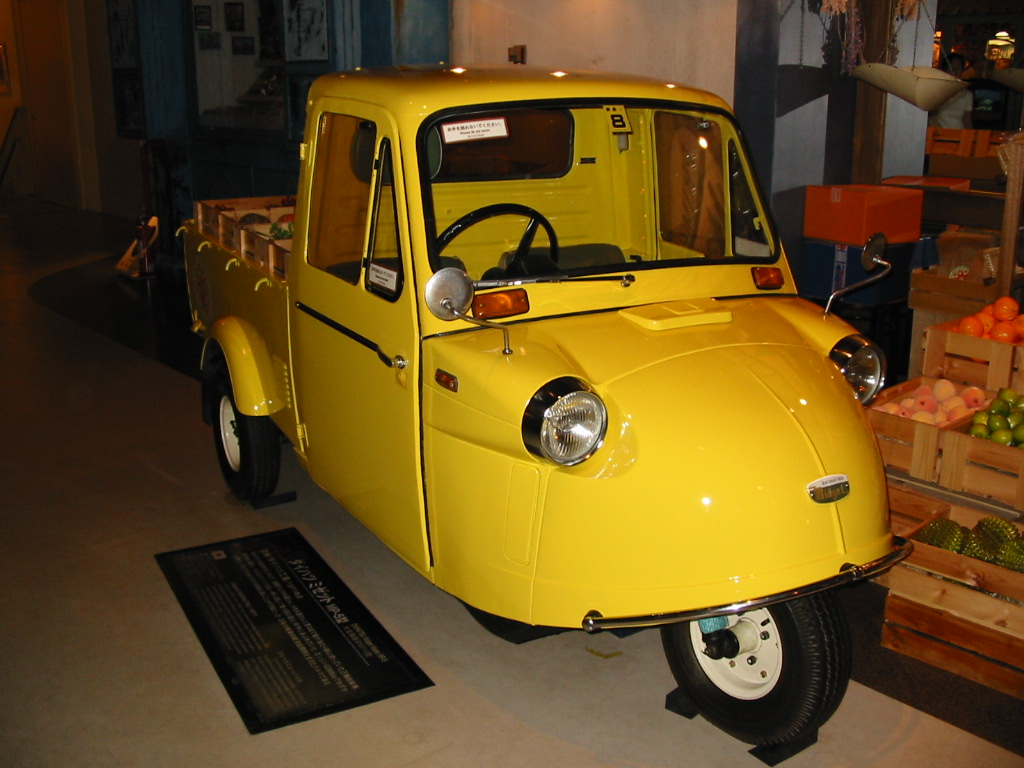
Daihatsu Midget MP4

Der ab 1957 hergestellte Midget (siehe auch Autorikscha) war bis 1972 in Produktion. Im November 1958 präsentierte Daihatsu ein neues Vierradfahrzeug, den Vesta, mit Viertaktmotor und 1000 cm³. 1958 wurden 38.000 Fahrzeuge gebaut.
Im November 1960 wurde in Japan der Hijet lanciert. 1963 baute Daihatsu ein kleines Nutzfahrzeug mit dem Namen Compagno Van. Diesem folgte im Februar 1964 ein kleiner Personenwagen mit dem Namen Compagno Berlina. 1964 wurden 170.000 Fahrzeuge produziert. 1965 begann Daihatsu mit der Entwicklung von Elektroautos, ein Jahr später wurde das erste Fahrzeug fertiggestellt. 1966 gewann der Prototyp P-3 den japanischen Grand Prix in seiner Klasse. Ab November 1966 wurde der Kleinwagen Fellow verkauft. Die Produktion lag 1966 bei 187.000 Fahrzeugen.
Im Februar 1967 wurde eine Teststrecke in Shiga fertiggestellt, im November ein Kooperationsvertrag mit Toyota geschlossen. Die Einführung des Daihatsu-Unternehmenslogos erfolgte im selben Jahr. Die Produktion belief sich 1967 auf 236.000 Fahrzeuge. 1968 gewann mit dem P-5 abermals ein Fahrzeug von Daihatsu den Grand Prix in seiner Klasse. Im Jahr 1970 belieferte Daihatsu die Weltausstellung in Osaka mit 275 Elektrofahrzeugen, die dort als Taxis benutzt wurden. Ab April 1970 war der Fellow Max erhältlich. 1970 wurden 327.000 Fahrzeuge hergestellt.
Anfang der 1970er Jahre eröffnete Daihatsu drei neue Werke in Japan. 1973 führte Daihatsu in allen Werken die Fünftagewoche ein. Ab August 1974 wurde der Taft, das erste Allradfahrzeug von Daihatsu, mit einem 958-cm³-Motor verkauft. Die Produktion lag 1974 bei 328.000 Fahrzeugen.
Das elektrische Dreirad Hallo BC war ab November 1975 erhältlich. Den Hijet 550 mit einem 550-cm³-Motor sowie den Fellow Max 550 stellte Daihatsu 1976 vor. Der Charade war ab November 1977 erhältlich und wurde im Januar 1978 in Japan zum Auto des Jahres 1977 gekürt. Die Produktion des Jahres 1977 belief sich auf 446.000 Fahrzeuge.
Im Juni 1979 wurde in Brüssel eine für Europa zuständige Niederlassung eröffnet. Im Dezember des Jahres nahm im Hafen von Kōbe Daihatsus Exportzentrum mit eigenen Verschiffungsanlagen den Betrieb auf. 1979 wurden 546.000 Fahrzeuge gebaut. Seit 1980 wird der Mira verkauft, der außerhalb Japans als Cuore erhältlich ist. 1981 gewann ein Charade die Rallye Monte Carlo in der Klasse bis 1000 cm³, im April 1982 folgte ein Klassensieg bei der Safari Rallye. 1982 lag die Produktion bei 603.000 Fahrzeugen.
Im Januar 1984 begann der Verkauf des Charade De Tomaso, der zusammen mit Nuova Innocenti in Italien entwickelt worden war. Im Dezember 1985 baute Daihatsu das insgesamt zehnmillionste Fahrzeug. Die Produktion des Jahres 1985 belief sich auf 729.000 Fahrzeuge.
1986 erfolgte mit der Gründung von Daihatsu America, Inc. der Einstieg in den amerikanischen Markt, 1992 zog sich das Unternehmen jedoch aufgrund mangelnden Erfolges wieder aus den Vereinigten Staaten zurück. Ebenfalls 1986 gründete Daihatsu eine Abteilung für den Bau von Industriemotoren. Im Dezember 1988 wurde die Daihatsu Deutschland GmbH gegründet. 1988 wurden 834.000 Fahrzeuge gebaut.
Im April 1993 erzielte ein Charade abermals einen Klassensieg bei der Safari Rallye. Im November 1993 wurde das insgesamt siebentausendste Elektroauto verkauft, im Dezember des Jahres der insgesamt tausendste elektrisch angetriebene Hijet Van. Die Produktion des Jahres 1993 lag bei 736.000 Fahrzeugen. Im Mai 1995 kam das Elektroauto Mini Sway auf den Markt.

### Toyota-Gruppe
Seit September 1998 besitzt Toyota die Aktienmehrheit an Daihatsu. Infolgedessen wurde Daihatsu Mitglied der Toyota-Gruppe. Im November 1998 wurde das insgesamt zwanzigmillionste Fahrzeug produziert.
Im Jahr 2002 entwickelte Daihatsu auf Grundlage von Nanotechnologie als weltweit erster Fahrzeughersteller einen selbstregenerierenden Katalysator, der durch die Regeneration von Palladium eine Verminderung des Wirkungsgrades über die Lebenszeit des Fahrzeugs verhindert und die benötigte Menge des Edelmetalls reduziert.

### Sicherheitsmängel bei vielen Modellen
Im Dezember 2023 gab Daihatsu bekannt, massive Sicherheitsmängel bei 64 Modellen festgestellt zu haben. Darunter befinden sich etwa zwei Dutzend, die auch unter der Marke Toyota verkauft wurden. Die Auslieferung aller betroffenen Fahrzeuge wurde daraufhin gestoppt. Ein unabhängiges Gremium hatte Ermittlungen aufgenommen, nachdem im April bei 88.000 Kleinwagen zunächst manipulierte Seitenaufpralltests bekannt wurden. Die jüngsten Untersuchungen deuten auf ein größeres Ausmaß hin. Die verkauften Modelle betreffen im Inlandmarkt Japan auch die Marken Mazda und Subaru sowie Toyota- und Daihatsu-Modelle im Ausland, darunter die Märkte Thailand, Indonesien, Malaysia, Kambodscha, Vietnam, Mexiko, Ecuador, Peru, Chile, Bolivien und Uruguay. Insgesamt sind 1,1 Mio. Fahrzeuge betroffen, davon 40 % im Ausland. Nach den Weihnachtsfeiertagen 2023 vollzog Daihatsu einen Produktionsstopp bis mindestens Ende Januar 2024 in allen vier japanischen Fabriken. Rund 9000 Mitarbeiter und 424 Zulieferer sind unmittelbar davon betroffen. Letztere sollen entschädigt werden. Die Manipulationen reichen bis in das Jahr 1989 zurück. Darunter sind vertuschte Probleme bei Airbags, Änderungen von Resultaten aus Unfalltests und manipulierte Verbrauchswerte. Seit 2014 haben die Manipulationen sogar zugenommen. Angeblich habe das höhere Management weder Kenntnis davon gehabt noch Anweisungen zu diesen gegeben. Als Motiv nennt der Bericht extremen Zeitdruck bei den Abteilungsleitern. Die enormen anfallenden Kosten sollen durch Bankkredite als auch durch Unterstützung durch Toyota gedeckt werden.

## Daihatsu in Deutschland
- 1977 Das Münchner Unternehmen Inthelco beginnt mit der Einfuhr von Daihatsu-Nutzfahrzeugen. Den Anfang macht der Geländewagen Taft, welcher in Deutschland unter dem Namen Wildcat verkauft wird.
- 1979 Das Unternehmen Walter Hagen & Co. erhält einen Generalimporteursvertrag für Daihatsu-Pkw in Deutschland und führt als ersten Daihatsu das Modell Charade ein.
- 1981 Das Modell Cuore wird in Deutschland erstmals vorgestellt.
- 1982 Mit dem Charmant folgt ein weiteres Modell.
- 1983 Walter Hagens Unternehmen importiert die zweite Generation des Charade.
- 1984 Der Geländewagen Rocky (in Deutschland bis 1988 unter dem Namen Wildcat GL) löst das Urmodell ab.
- 1985 Der Cuore der zweiten Generation erscheint.
- 1986 Neues Hijet-Modell (Lieferwagen)
- 1987 Daihatsu Charade der dritten Generation
- 1989 Die Daihatsu Deutschland GmbH wird mit Unternehmenssitz in Tönisvorst gegründet. Das Modell Applause ersetzt den Charmant. Die Marke kommt in Deutschland auf einen Marktanteil von 0,5 Prozent.
- 1990 Die dritte Generation des Cuore erscheint.
- 1990 Verkaufsstart des Daihatsu Feroza (Geländewagen)
- 1991 Daihatsu überspringt die 20.000-Einheiten-Schwelle mit 21.280 Neufahrzeugen; Einführung einer Garantie über drei Jahre oder 100.000 Kilometer auf alle Daihatsu-Pkw.
- 1995 Die vierte Generation des Cuore erscheint.
- 1997 Das Allrad-SUV Terios und der Minivan Gran Move werden nach Deutschland importiert.
- 1998 Die Limousine Sirion kommt auf den Markt.
- 1999 Daihatsu verkauft 16.345 Fahrzeuge in Deutschland; 10 Jahre Daihatsu Deutschland GmbH.
- 2000 Daihatsu Österreich wird eine Niederlassung der Daihatsu Deutschland GmbH.
- 2001 Die Kompaktraumlimousine YRV 1.3 und die Limousine Sirion 1.3 erscheinen.
- 2002 Daihatsu Belgien wird Tochtergesellschaft der Daihatsu Deutschland GmbH; der YRV 1.0 kommt auf den Markt; optische Überarbeitung des Sirion.
- 2004 Der Compact-Roadster Copen wird als Rechtslenker in Deutschland eingeführt.
- 2005 Die zweite Generation des Sirion kommt auf den deutschen Markt.
- 2006 Der Copen wird als Linkslenker in Deutschland eingeführt; die zweite Generation des Terios kommt auf den Markt; Markteinführung des Trevis und des Minivans Materia.
- 2007 Am 15. September wird der neue Cuore eingeführt.
- 2011 Am 13. Januar teilt Daihatsu mit, dass man sich bis zum 31. Januar 2013 als Anbieter von Neuwagen aus Europa zurückziehen werde.
- 2011 Am 28. Mai bringt Daihatsu den neuen Charade auf den Markt, baugleich mit dem Toyota Yaris (XP9).
- 2013 Am 31. Januar wird die Firmenzentrale in Tönisvorst geschlossen und der Vertrieb von Neufahrzeugen in Deutschland eingestellt; die Schweizer Emil Frey Gruppe übernimmt die Ersatzteilversorgung bis mindestens 2028

## Produktion

### Produktion in Japan
| Werk              | Ort              | Inbetriebnahme | Erzeugnisse                                                                                                |
| ----------------- | ---------------- | -------------- | --- |
| Ikeda 1           | Ikeda, Osaka     | Mai 1939       | verschiedene Komponenten                                                                                   |
| Ikeda 2           | Ikeda, Osaka     | Juni 1961      | Move, Copen, Terios Kid, Esse, Sonica, Sirion/Boon/Toyota Passo/Subaru Justy, Materia/Coo/Toyota bB, Delta |
| Tada              | Kawanishi, Hyōgo | März 1972      | verschiedene Komponenten                                                                                   |
| Kyōto             | Ōyamazaki, Kyōto | April 1973     | Toyota Succeed, Toyota Probox, Toyota Sienta, Toyota Porte                                                 |
| Shiga 1           | Ryūō, Shiga      | April 1974     | Motoren, Getriebe, Leichtmetallgussteile etc.                                                              |
| Shiga 2           | Ryūō, Shiga      | Januar 1989    | Move, Move Latte, Tanto, Trevis/Mira Gino                                                                  |
| Kagami            | Ryūō, Shiga      | Mai 2003       | Industriemotoren (850 cm³ bis 3700 cm³)                                                                    |
| Daihatsu Kyūshū 1 | Nakatsu, Ōita    | November 2004  | Atrai Wagon, Hijet Cargo, Hijet Truck, Terios/Be‣go/Toyota Rush, Cuore/Mira                                |
| Daihatsu Kyūshū 2 | Nakatsu, Ōita    | Dezember 2007  | Cuore/Mira, Move Conte                                                                                     |

Die Werke in Kyūshū werden von der Daihatsu Kyūshū (Daihatsu Motor Kyushu Co., Ltd.), einer hundertprozentigen Tochter, betrieben.
Der Daihatsu Altis, der dem Toyota Camry entspricht, wurde im Tsutsumi-Werk von Toyota in Toyota, Aichi gebaut.

### Produktion in Übersee
Produktionsstandorte befinden sich in Indonesien (seit 1979), Malaysia (1994), Pakistan (2000), Venezuela (2001), Kolumbien (2005) und China (1984/2007).
1979 nahm das erste von Daihatsu in Indonesien betriebene Werk die Arbeit auf. Im Jahr 1992 wurde ein neues Gemeinschaftsunternehmen, P. T. Astra Daihatsu Motor, gegründet, an dem Daihatsu mit 61,75 Prozent beteiligt ist. In Indonesien werden der Zebra (entspricht dem Hijet), Terios und Xenia produziert.
In Malaysia werden im Rahmen des Gemeinschaftsunternehmens Perodua die Modelle Kancil (entspricht dem Cuore), Rusa (Hijet), Kenari (Move), Myvi (Sirion) und Viva (Cuore) gebaut.
Im März 2000 begann die Indus Motor Co., Ltd. mit der Produktion des Cuore in Pakistan.
Seit November 2001 wird der Terios von Toyota de Venezuela hergestellt. Toyota hält 90 Prozent des Unternehmens.
Seit Februar 2005 wird der Delta in Kolumbien verkauft. Produziert wird er von der Sociedad de Fabricación de Automotores S. A., an der Toyota mit 28 Prozent beteiligt ist.
In Tianjin, China werden seit 1984 auf Grundlage eines Lizenzabkommens mit der Tianjin FAW Xiali Automobile Daihatsu-Fahrzeuge unter der Marke Xiali gebaut. Ab 1984 war der Hijet erhältlich, später folgte der Charade, der in China in großer Stückzahl verkauft wurde. Ein weiterer in China gefertigter Daihatsu-Lizenzbau ist der seit 2003 von der FAW Huali (Tianjin) Motor Co., Ltd. gebaute Dario Terios.
Die Marke Daihatsu ist in China seit 2007 vertreten. Seit Juni 2007 wird in China der Xenia angeboten, die Produktion erfolgt im Rahmen des Gemeinschaftsunternehmens FAW Daihatsu (Jilin) Body Parts Co., Ltd. in Jilin. Daihatsu ist mit 50 Prozent an dem Unternehmen beteiligt.
In Italien wurde von 1992 bis 2002 der Hijet im Rahmen eines Gemeinschaftsunternehmens mit Piaggio gebaut. Der auf dem Hijet basierende Lizenzbau Piaggio Porter wird weiterhin von Piaggio hergestellt.
In Vietnam war Daihatsu seit 1995 mit dem Gemeinschaftsunternehmen Vietindo Daihatsu Automotive Corporation vertreten, an dem Daihatsu mit 26 Prozent beteiligt war. Aufgrund gesunkener Verkaufszahlen zog sich das Unternehmen jedoch 2007 aus dem vietnamesischen Markt zurück. Die gefertigten Modelle waren der Citivan und Jumbo (beide auf dem Hijet basierend), sowie der Terios.

### Weitere Lizenzbauten
- Bertone Freeclimber (Lizenzbau des Rocky von Bertone)
- Bertone Freeclimber II (Lizenzbau des Feroza von Bertone)

## Modelle

### Modellübersicht
| Baureihe              | Baubeginn | Bauende | Klasse        | Anmerkung | Bild |
| --------------------- | --------- | ------- | ------------- | --- | ---- |
| Daihatsu Bee          | 1951      | 1952    | Kleinstwagen  | erster, dreirädriger Personenkraftwagen der Daihatsu Motor Co., Ltd. |      |
| Daihatsu Fellow       | 1966      | 1970    | Kleinstwagen  | Vorgänger des Fellow Max und des Cuore |      |
| Daihatsu Fellow Max   | 1970      | 1980    | Kleinstwagen  | Nachfolger des Fellow und Vorgänger des Cuore; von 1977 bis 1980 als Max Cuore erhältlich                                                                                               |      |
| Daihatsu Leeza        | 1986      | 1993    | Kleinstwagen  | Vorgänger des Opti; zwischen 1991 und 1993 auch als Cabriolet Leeza Spider |      |
| Daihatsu Opti         | 1992      | 2002    | Kleinstwagen  | Nachfolger des Leeza |      |
| Daihatsu Naked        | 1999      | 2004    | Kleinstwagen  | |      |
| Daihatsu Mira Gino    | 1999      | 2009    | Kleinstwagen  | der Daihatsu Trevis entspricht der zweiten Generation des Mira Gino |      |
| Daihatsu Trevis       | 2004      | 2009    | Kleinstwagen  | entspricht der zweiten Generation des Mira Gino und basiert technisch auf dem Cuore; |      |
| Daihatsu Mira         | 1980      | 2018    | Kleinstwagen  | in Europa als Cuore (UK Charade), in Indonesien als Ceria; früher auch als Domino; Nachfolger des Fellow Max                                                                            |      |
| Daihatsu Esse         | 2005      | 2011    | Kleinstwagen  | wird ausschließlich in Japan verkauft |      |
| Daihatsu Sonica       | 2006      | 2009    | Kleinstwagen  | |      |
| Daihatsu Mira Cocoa   | 2009      | 2018    | Kleinstwagen  | Nachfolger des Mira Gino |      |
| Daihatsu Compagno     | 1963      | 1969    | Kleinwagen    | verschiedene Modelle, unter anderem Nutzfahrzeug Compagno Van, Personenwagen Compagno Berlina 800 und Cabriolet Compagno Spider                                                         |      |
| Daihatsu Consorte     | 1969      | 1977    | Kleinwagen    | Vorgänger des Charade |      |
| Daihatsu Charade      | 1977      | 2000    | Kleinwagen    | Nachfolger des Consorte |      |
| Daihatsu Storia       | 1998      | 2004    | Kleinwagen    | Nachfolger des Charade, in Europa bis 2005 als Sirion I, in Asien auch als Toyota Duet gebaut                                                                                           |      |
| Daihatsu Sirion       | 1998      | heute   | Kleinwagen    | 1. Generation entsprach Storia, 2. Generation entspricht dem Boon I |      |
| Daihatsu Boon         | 2004      | 2023    | Kleinwagen    | Nachfolger des Storia, nur in Asien, auch als Toyota Passo II und Subaru Justy IV |      |
| Daihatsu Charade      | 2011      | 2013    | Kleinwagen    | nur in Europa in Ländern mit Rechtsverkehr, Basis Toyota Yaris (XP9) |      |
| Daihatsu Charmant     | 1974      | 1987    | Kompaktklasse | Vorgänger des Applause |      |
| Daihatsu Applause     | 1989      | 2000    | Kompaktklasse | Nachfolger des Charmant |      |
| Daihatsu Altis        | 2000      | 2023    | Mittelklasse  | entspricht dem Toyota Camry |      |
| Daihatsu Taft         | 1974      | 1984    | Geländewagen  | Geländewagen ohne Hardtop, von 1980 bis 1984 auch als Toyota Blizzard |      |
| Daihatsu Wildcat      | 1974      | 1984    | Geländewagen  | Exportversion des Taft und erstes Modell von Daihatsu in Europa teilweise als Daihatsu Scat                                                                                             |      |
| Daihatsu Rugger       | 1984      | 1997    | Geländewagen  | Nachfolger des Wildcat und letzter echter Geländewagen von Daihatsu; von 1984 bis 1990 als Toyota Blizzard                                                                              |      |
| Daihatsu Rocky        | 1984      | 2002    | Geländewagen  | Exportversion des Rugger, in Großbritannien als Fourtrak |      |
| Daihatsu Rocky        | 1989      | 1997    | Geländewagen  | USA u. Japan Rocky; Exportname für europ. Kontinent u. Südamerika: Feroza, Großbritannien Sportrak,                                                                                     |      |
| Daihatsu Feroza       | 1989      | 1997    | Geländewagen  | Exportname für den: „Rocky“ für europ. Kontinent, Südamerika; in USA als Rocky vermarktet, in Großbritannien als Sportrak                                                               |      |
| Daihatsu Fellow Buggy | 1970      | 1976    | SUV           | Buggy auf Basis des Fellow |      |
| Daihatsu Terios       | 1997      | heute   | SUV           | auch als Toyota Cami; in Indonesien als Daihatsu Taruna |      |
| Daihatsu Terios Kid   | 1998      | 2012    | SUV           | deutlich kleinere Version des knapp vier Meter langen Terios |      |
| Daihatsu Be‣go        | 2006      | 2016    | SUV           | Nachfolger des Terios; in Europa weiter als Terios vermarktet; baugleich Toyota Rush; in Indonesien als Daihatsu Taruna                                                                 |      |
| Daihatsu Copen        | 2002      | heute   | Cabriolet     | |      |
| Daihatsu Max          | 2001      | 2005    | Microvan      | nur in Japan |      |
| Daihatsu Atrai        | 1981      | heute   | Microvan      | Die für den Privatgebrauch bestimmte Version des Microvans heißt in Japan Atrai, die gewerbliche Version Hijet. In Deutschland war der Atrai bis 1993 unter dem Namen Hijet erhältlich. |      |
| Daihatsu Move         | 1995      | 2023    | Microvan      | in Deutschland seit dem Jahr 2003 eingestellt. |      |
| Daihatsu Tanto        | 2003      | heute   | Microvan      | nur in Japan |      |
| Daihatsu Move Latte   | 2004      | heute   | Microvan      | nur in Japan |      |
| Daihatsu Move Conte   | 2008      | heute   | Microvan      | nur in Japan |      |
| Daihatsu YRV          | 2000      | 2005    | Minivan       | |      |
| Daihatsu Atrai 7      | 2000      | 2004    | Minivan       | größere Variante des Atrai für sieben Personen; der Toyota Sparky basiert auf dem Atrai 7; auch als Extol                                                                               |      |
| Daihatsu Boon Luminas | 2008      | 2012    | Minivan       | Nachfolger des Atrai 7 auf Basis des Boon für sieben Personen; auch als Toyota Passo |      |
| Daihatsu Coo          | 2006      | 2016    | Minivan       | in Europa als Materia; Basis für die zweite Generation des Toyota bB |      |
| Daihatsu Luxio        | 2009      | heute   | Minivan       | nur in Indonesien erhältlich, basiert auf dem Gran Max |      |
| Daihatsu Gran Move    | 1996      | 2002    | Kompaktvan    | entspricht dem Pyzar |      |
| Daihatsu Pyzar        | 1996      | 2002    | Kompaktvan    | entspricht dem Gran Move |      |
| Daihatsu Xenia        | 2003      | heute   | Kompaktvan    | entspricht dem Toyota Avanza; nur in Asien erhältlich |      |
| Daihatsu Delta Wagon  | 1976      | 2001    | Van           | entsprach dem jeweiligen Toyota Townace |      |
| Daihatsu Midget       | 1957      | 1972    | Nutzfahrzeug  | |      |
| Daihatsu Vesta        | 1958      | 1970    | Nutzfahrzeug  | durch den Delta abgelöst |      |
| Daihatsu Hi-Line      | 1962      | 1971    | Nutzfahrzeug  | |      |
| Daihatsu Delta 750    | 1971      | 1982    | Nutzfahrzeug  | entsprach Toyota Liteace I+II |      |
| Daihatsu Delta Van    | 1982      | 1996    | Nutzfahrzeug  | entsprach Toyota Liteace III+IV |      |
| Daihatsu Derutaban    | 1996      | 2001    | Nutzfahrzeug  | entsprach Toyota Liteace V |      |
| Daihatsu Delta        | 1970      | 2003    | Nutzfahrzeug  | entsprach dem Toyota Dyna |      |
| Daihatsu Midget II    | 1996      | 2003    | Nutzfahrzeug  | |      |
| Daihatsu Zebra        | 2001      | 2008    | Nutzfahrzeug  | auf Basis des Hijet in Indonesien gebaut für Asien außerhalb Japan und China |      |
| Daihatsu Gran Max     | 2007      | heute   | Nutzfahrzeug  | Nachfolger des Zebra nicht in Japan erhältlich; dort als Toyota Townace / Liteace |      |
| Daihatsu Hijet        | 1960      | heute   | Nutzfahrzeug  | Er wird als Truck und Van angeboten. Es gibt auch eine größere Variante als Jumbo/Grand Hijet                                                                                           |      |

## Studien
- 1973
  - Daihatsu BCX-III
- 1987
  - Daihatsu TA-X80
  - Daihatsu Urban Buggy
- 1991
  - Daihatsu X-021
- 1997
  - Daihatsu FR-X
- 1999
  - Daihatsu EZ-U

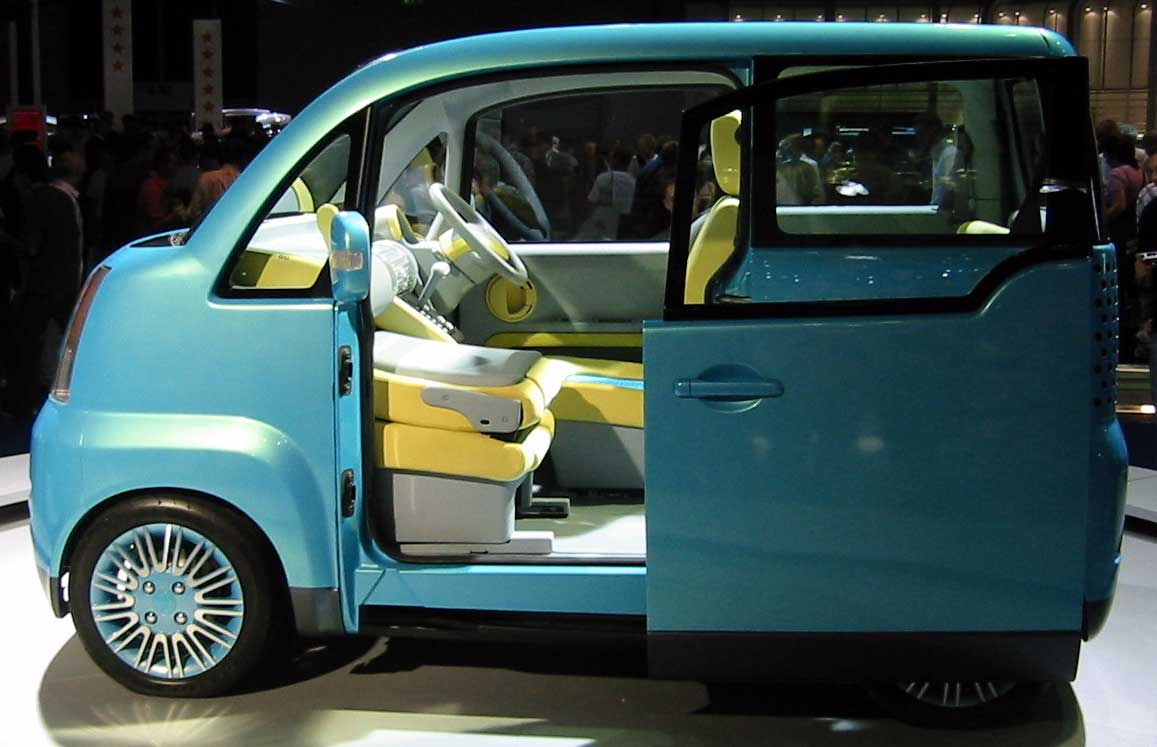
Daihatsu ai (IAA 2003)

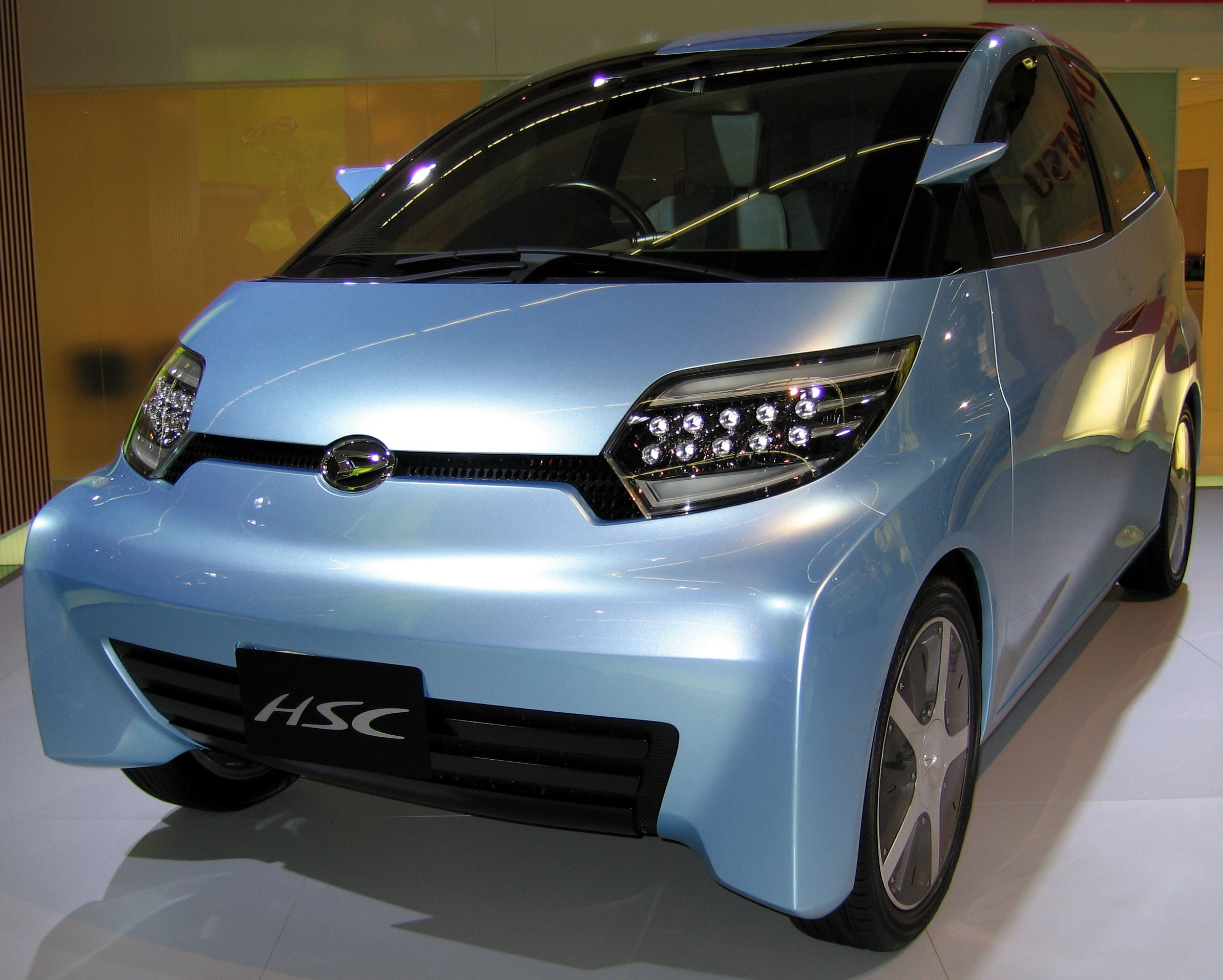
Daihatsu HSC (IAA 2007)

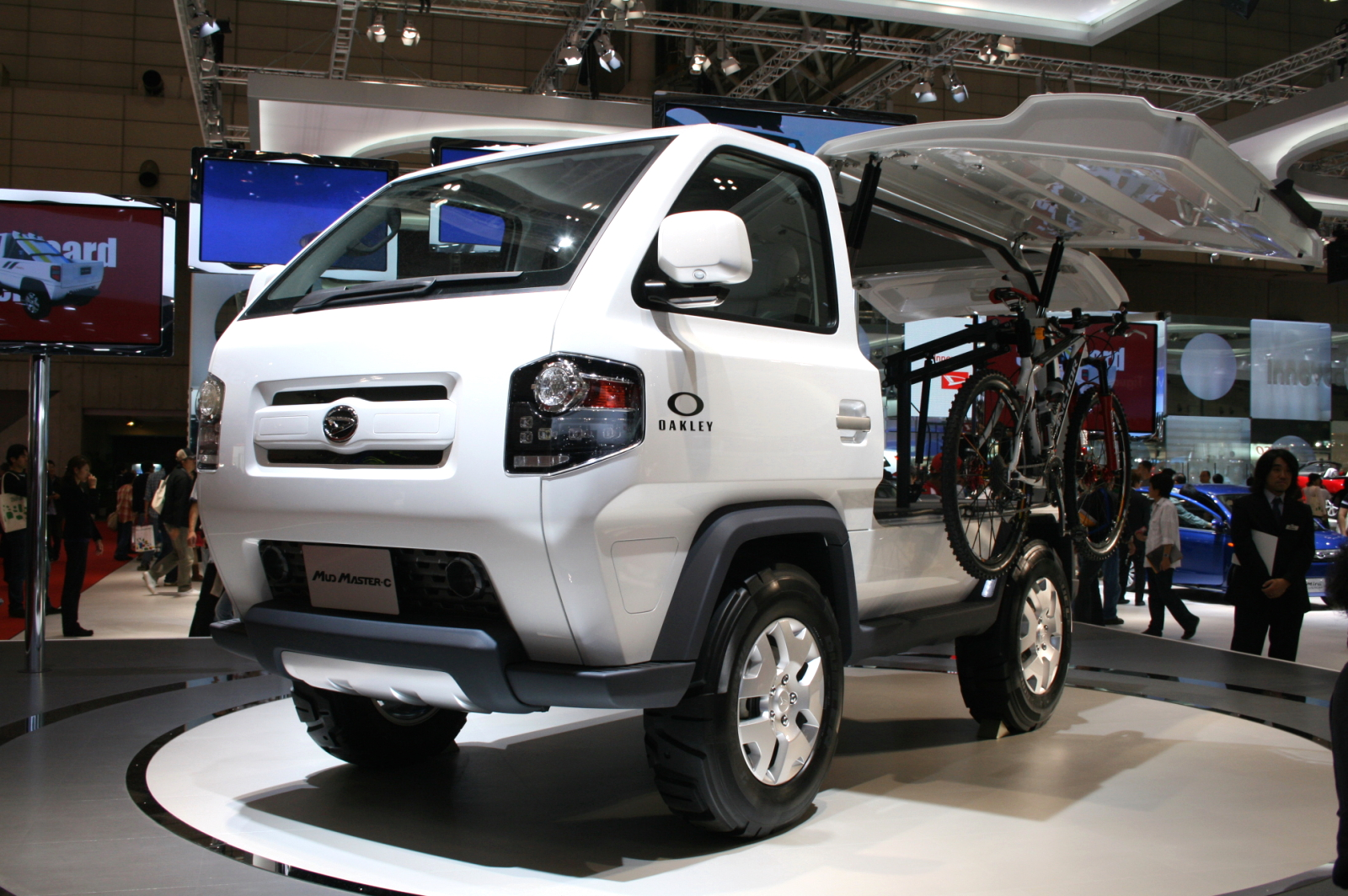
Daihatsu Mud Master-C (TMS 2007)

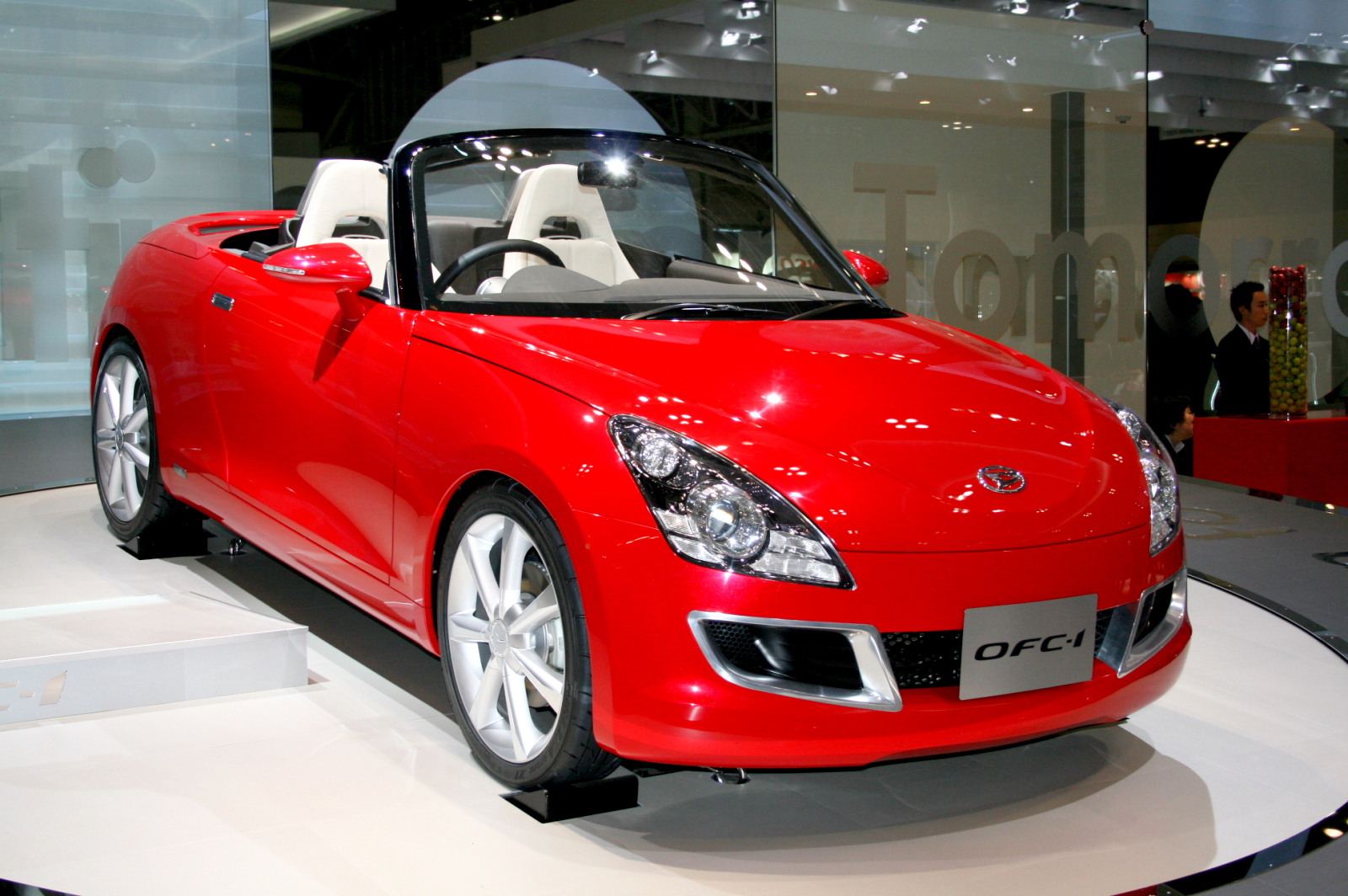
Daihatsu OFC-1 (TMS 2007)

  - Daihatsu Kopen (Konzept des Copen)
  - Daihatsu Micros-3l
  - Daihatsu SP-4
- 2001
  - Daihatsu FF Ultra Space
  - Daihatsu Muse
  - Daihatsu U4B • Urban 4x4 Buggy
  - Daihatsu UFE • Ultra Fuel Economy
- 2003
  - Daihatsu ai • Attractive & Intelligent
  - Daihatsu D-Bone
  - Daihatsu Tanto (Konzept des Tanto)
  - Daihatsu UFE-II • Ultra Fuel Economy
  - Daihatsu XL-C • Excellent Compact (Konzept des Trevis)
- 2005
  - Daihatsu Costa
  - Daihatsu D-Compact 4X4 (Konzept des Terios)
  - Daihatsu HVS • Hybrid Vehicle Sports
  - Daihatsu SK-Tourer
  - Daihatsu UFE-III • Ultra Fuel Economy
- 2007
  - Daihatsu HSC • Heart & Smile Concept
  - Daihatsu Mud Master-C • Mud Master-Concept
  - Daihatsu OFC-1 • Open Future Concept-1 (möglicher Copen-Nachfolger)